# Kepler-1625 b I
Kepler 1625 b I è un possibile satellite naturale dell'esopianeta Kepler-1625 b (a sua volta in orbita attorno a Kepler-1625), e potrebbe essere il primo satellite extrasolare mai scoperto se il suo status, desunto da osservazioni preliminari compiute dal telescopio spaziale Kepler, verrà confermato. 

## Scoperta
Kepler 1625 b I è stato scoperto col metodo del transito nel 2017 da Alex Teachey, David M. Kipping e Allan R. Schmitt da immagini raccolte con il telescopio spaziale Kepler.
Una campagna di osservazioni più approfondite da parte del telescopio spaziale Hubble è stata messa in atto nell'ottobre 2017 ed ha portato alla pubblicazione di un articolo sulla rivista Science Advances all'inizio di ottobre 2018.

## Caratteristiche
Gli studi connessi con la scoperta del satellite suggeriscono che il pianeta attorno al quale esso orbita possieda una massa pari ad alcune volte quella di Giove, almeno 2-3 volte superiore, mentre il satellite ha una massa stimata approssimativamente uguale a quella di Nettuno. Orbita a circa 3 milioni di chilometri dal pianeta, in circa 22 giorni.
L'esoluna, data la sua massa e le sue dimensioni è probabilmente di natura gassosa senza superficie solida, tuttavia esiste la possibilità che questo massiccio satellite extrasolare possa avere a sua volta satelliti, che sarebbero chiamati sottosatelliti (in inglese subsatelliti o moonmoons) di natura rocciosa. Kepler-1625b I potrebbe essere abitabile, anche se gli autori dello studio pensano che l'attuale temperatura di equilibrio sia di 350 K senza considerare nessuna albedo, 300 K se si considera una certa percentuale di albedo, tuttavia è possibile che in passato, per la maggior parte della vita della stella in sequenza principale, la temperatura sia stata attorno ai 250 K, circa, come quella terrestre. La stella infatti, pur se di massa solare, ha un'età ormai di circa 9 miliardi di anni ed è entrata nello stadio di subgigante, aumentando il suo raggio e, di conseguenza, la sua luminosità.
Non è chiaro per gli astronomi come questa esoluna si sia formata, se assieme al pianeta o piuttosto non sia stata catturata successivamente;  la massa è solo l'1,5% di quella del pianeta, inoltre l'orbita è piuttosto inclinata rispetto a piano orbitale del pianeta stesso, come ad esempio quella di Tritone attorno a Nettuno, il quale è un satellite catturato.

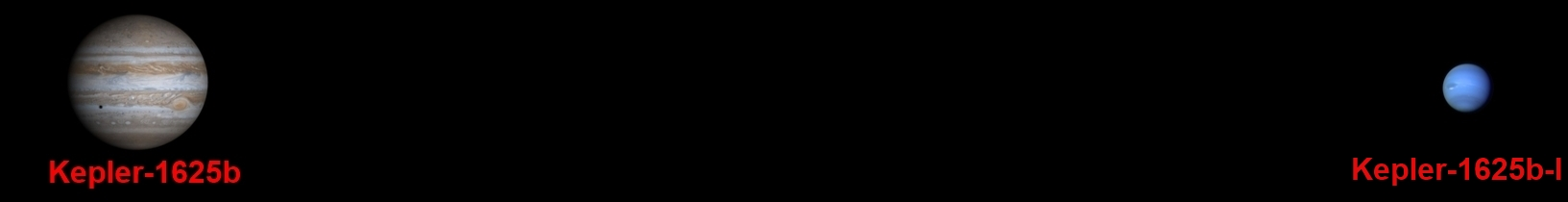
Rappresentazione schematica delle dimensioni e della distanza tra Kepler-1625 b e il suo satellite Kepler-1625 b I, rispettivamente raffigurati nell'immagine attraverso fotografie dei pianeti Giove e Nettuno.